# همانندی واژگانی
در زبان‌شناسی، همانندی واژگانی معیاری برای تعیین میزان همانندی میان واژگان دو زبان است. شباهت واژگانی ۱ (یا ۱۰۰٪) به معنای هم‌پوشانی کامل میان واژگان است، در حالی که ۰ به معنای نبود هیچ واژه مشترکی است.
روش‌های مختلفی برای تعریف همانندی واژگانی وجود دارد و نتایج بر این اساس متفاوت است. به عنوان مثال، روش محاسبه اتنولوگ مقایسه فهرست واژگان استاندارد منطقه‌ای (قابل مقایسه با فهرست سوادش) و شمارش آن‌هایی است که از نظر شکل و معنی شباهت نشان می‌دهند. با استفاده از چنین روشی، انگلیسی ۶۰٪ با آلمانی و ۲۷٪ با فرانسوی دارای همانندی واژگانی است.
برای ارزیابی میزان ارتباط ژنتیکی میان دو زبان می‌توان از همانندی واژگانی استفاده کرد. درصدهای بالاتر از ۸۵٪ معمولاً نشان می‌دهد که دو زبان مقایسه شده احتمالاً گویش‌های مرتبط هستند.
همانندی واژگانی تنها یک نشانه از میزان فهم متقابل دو زبان است، زیرا آن علاوه بر همانندی واژگانی به میزان شباهت آوایی، ریخت‌شناسی و نحوی نیز بستگی دارد. گوناگونی‌های ناشی از فهرست‌های مختلف واژگان بر این مورد بسیار است. برای نمونه، همانندی واژگانی میان فرانسوی و انگلیسی در زمینه‌های واژگانی مربوط به فرهنگ قابل توجه است، در حالی که همانندی آنها از نظر کلمات پایه‌ای (کارکردی) کمتر است. همانندی واژگانی برخلاف فهم متقابل فقط می‌تواند نسبی باشد.

## زبان‌های هندواروپایی
جدول زیر میزان همانندی واژگانی را برای زبان‌های رومی، ژرمنی و اسلاوی انتخاب شده نشان می‌دهد که توسط اتنولوگ جمع‌آوری و منتشر شده‌است.
| زبان ↓    | ضرایب همانندی واژگانی | ضرایب همانندی واژگانی | ضرایب همانندی واژگانی | ضرایب همانندی واژگانی | ضرایب همانندی واژگانی | ضرایب همانندی واژگانی | ضرایب همانندی واژگانی | ضرایب همانندی واژگانی | ضرایب همانندی واژگانی | ضرایب همانندی واژگانی | ضرایب همانندی واژگانی |
| --------- | --------------------- | --------------------- | --------------------- | --------------------- | --------------------- | --------------------- | --------------------- | --------------------- | --------------------- | --------------------- | --------------------- |
|           | کاتالان               | انگلیسی               | فرانسوی               | آلمانی                | ایتالیایی             | پرتغالی               | رومانیایی             | رومانش                | روسی                  | ساردنیایی             | اسپانیایی             |
| کاتالان   | ۱                     | -                     | ۰٫۸۵                  | -                     | ۰٫۸۷                  | ۰٫۸۵                  | ۰٫۷۳                  | ۰٫۷۶                  | -                     | ۰٫۷۵                  | ۰٫۸۵                  |
| انگلیسی   | -                     | ۱                     | ۰٫۲۷                  | ۰٫۶۰                  | -                     | -                     | -                     | -                     | ۰٫۲۴                  | -                     | -                     |
| فرانسوی   | ۰٫۸۵                  | ۰٫۲۷                  | ۱                     | ۰٫۲۹                  | ۰٫۸۹                  | ۰٫۷۵                  | ۰٫۷۵                  | ۰٫۷۸                  | -                     | ۰٫۸۰                  | ۰٫۷۵                  |
| آلمانی    | -                     | ۰٫۶۰                  | ۰٫۲۹                  | ۱                     | -                     | -                     | -                     | -                     | -                     | -                     | -                     |
| ایتالیایی | ۰٫۸۷                  | -                     | ۰٫۸۹                  | -                     | ۱                     | -                     | ۰٫۷۷                  | ۰٫۷۸                  | -                     | ۰٫۸۵                  | ۰٫۸۲                  |
| پرتغالی   | ۰٫۸۵                  | -                     | ۰٫۷۵                  | -                     | -                     | ۱                     | ۰٫۷۲                  | ۰٫۷۴                  | -                     | -                     | ۰٫۸۹                  |
| رومانیایی | ۰٫۷۳                  | -                     | ۰٫۷۵                  | -                     | ۰٫۷۷                  | ۰٫۷۲                  | ۱                     | ۰٫۷۲                  | -                     | ۰٫۷۴                  | ۰٫۷۱                  |
| رومانش    | ۰٫۷۶                  | -                     | ۰٫۷۸                  | -                     | ۰٫۷۸                  | ۰٫۷۴                  | ۰٫۷۲                  | ۱                     | -                     | ۰٫۷۴                  | ۰٫۷۴                  |
| روسی      | -                     | ۰٫۲۴                  | -                     | -                     | -                     | -                     | -                     | -                     | ۱                     | -                     | -                     |
| ساردنیایی | ۰٫۷۵                  | -                     | ۰٫۸۰                  | -                     | ۰٫۸۵                  | -                     | ۰٫۷۴                  | ۰٫۷۴                  | -                     | ۱                     | ۰٫۷۶                  |
| اسپانیایی | ۰٫۸۵                  | -                     | ۰٫۷۵                  | -                     | ۰٫۸۲                  | ۰٫۸۹                  | ۰٫۷۱                  | ۰٫۷۴                  | -                     | ۰٫۷۶                  | ۱                     |
| زبان ←    | کاتالان               | انگلیسی               | فرانسوی               | آلمانی                | ایتالیایی             | پرتغالی               | رومانیایی             | رومانش                | روسی                  | ساردنیایی             | اسپانیایی             |